# Col de Laspi
Pour les articles homonymes, voir Laspi.
Le col de Laspi (en russe : Ласпинский перевал) est un col de montagne traversé par l'autoroute Sébastopol - Yalta en Crimée.

## Géographie
Ce col de montagne offre un panorama sur le cap Aya et la baie de Laspi sur la mer Noire, située à 700 mètres au sud. Il est dominé par une falaise portant le nom de Nikolai Garin-Mikhailovsky, un écrivain russe qui a aidé à la construction de la route. Un autre site est une chapelle orthodoxe commémorant le bimillénaire de la naissance du Christ. Le col est parfois confondu avec le Baydar Gate, un col rarement utilisé aujourd'hui.